# Yamit Palacio
Yamit Palacio Villa (Entrerríos, Antioquia, 5 de septiembre de 1980) es un periodista, locutor y presentador colombiano. Actualmente trabaja en el sistema de información publica Canal Capital.

## Biografía
Durante su niñez vivió en varios municipios de Antioquia, se radicó en Medellín durante su adolescencia para iniciar la carrera de Sociología en la Universidad de Antioquia. Posteriormente solicitó un cambio para el programa de Comunicación Social y periodismo, donde finalmente obtuvo su título profesional. Yamit es magíster en Estudios Políticos de la Pontificia Universidad Javeriana y realizó un diplomado de Gerencia Política en la Universidad del Rosario.
Tras trabajar como mensajero y mercaderista, Noticiero CM& Canal Uno inició su carrera como periodista y reportero en Teleantioquia en 2002. Después fue corresponsal de Noticias Caracol en Medellín y luego pasó a ser presentador de dicho informativo en la edición matinal (2004-2006). Al recibir una oferta del entonces presidente de la ANDI Luis Carlos Villegas, se desempeñó durante tres años como Gerente de Comunicaciones de la institución. Luego pasó a ser el editor general de W Radio con Julio Sánchez Cristo, Camila Zuluaga y Alberto Casas Santamaría. Se retiró en 2014 y regresó a la televisión en Noticias RCN, bajo la dirección de Rodrigo Pardo para ser reportero y periodista de proyectos especiales.
Durante su paso por Noticias RCN fue el realizador de varios reportajes como "Nuestro Río Nuestra Tele", un reportaje que cuenta la dramática situación del río Magdalena. Fue designado Jefe de Redacción y produjo una sección del noticiero llamada Inncentiva Rcn. Paralelamente en 2016 regresó a la radio para hacer parte de la mesa de trabajo de La FM, junto a Hassan Nassar y Ricardo Henao donde en 2017 ganó el Premio Simón Bolívar de Periodismo junto a Hassan Nassar y Alejandra Uribe por la entrevista a una taxista involucrada en el reconocido caso del asesinato de Claudia Johana Rodríguez en el centro comercial Santa Fe de Bogotá. 
Además del premio Simón Bolívar, dentro de sus reconocimientos como periodista están el premio Amway de Periodismo Ambiental, el premio de periodismo Economía Creativa de la cadena alemana Deutsche Welle, el Premio Nacional de periodismo Agropecuario de la SAC (Sociedad Colombiana de Agricultores) y el Premio Nacional de Exportaciones Analdex por su trabajo en Emprendedores W.